# هاري لويس (لاعب كرة قدم إنجليزي)
هاري جيمس لويس (بالإنجليزية: Harry James Lewis)‏ (مواليد 9 يناير 2004) هو لاعب كرة قدم إنجليزي محترف يلعب كلاعب خط وسط لفريق بوسطن يونايتد على سبيل الإعارة من نادي سكونثورب يونايتد.